# John Adams (politicus)
John Adams (Quincy, Massachusetts, 30 oktober 1735 – aldaar, 4 juli 1826) was een Amerikaans politicus van de Federalistische Partij. Hij was de 2e president van de Verenigde Staten van 1797 tot 1801.
Adams, een advocaat van beroep, was als lid van het Continental Congress een van de belangrijkste figuren bij het opstellen en opmaken van de Amerikaanse Onafhankelijkheidsverklaring. Als topdiplomaat was hij de eerste Amerikaanse ambassadeur in de Republiek der Zeven Verenigde Nederlanden van 1782 tot 1788, daarnaast diende hij ook als de eerste ambassadeur in het Koninkrijk Groot-Brittannië vanaf 1785 tot 1788. Tijdens de Amerikaanse presidentsverkiezingen van 1789 werd Adams verslagen door de oud-opperbevelhebber van de Onafhankelijkheidsoorlog George Washington en werd vervolgens benoemd als de 1e vicepresident van de Verenigde Staten onder president Washington en diende van 1789 tot 1797. Voor de Amerikaanse presidentsverkiezingen van 1796 was Adams de kandidaat namens de Federalistische Partij en versloeg de kandidaat van de Democratisch-Republikeinse Partij Thomas Jefferson die daarna vicepresident onder Adams werd. Tijdens Amerikaanse presidentsverkiezingen van 1800 werd Adams verslagen voor een tweede termijn door zijn vicepresident Thomas Jefferson.
Zijn zoon John Quincy Adams was de 6e president van de Verenigde Staten van 1825 tot 1829, de enige vader-zooncombinatie tot George H.W. Bush en zijn zoon George W. Bush beiden tot president werden gekozen. Adams' schoonzoon William Stephens Smith was lid van het Huis van Afgevaardigden.
John Adams overleed op 4 juli 1826, exact vijftig jaar na de Amerikaanse Onafhankelijkheidsverklaring op 90-jarige leeftijd. Op dezelfde dag overleed opvolger en voormalig politiek rivaal Thomas Jefferson op 83-jarige leeftijd.

## Biografie
De boerenzoon Adams werd aanvankelijk onderwijzer en schoolhoofd, en vervolgens advocaat in Boston. In 1764 trouwde hij met Abigail Smith. Hij speelde een hoofdrol in de voorgeschiedenis van de Amerikaanse onafhankelijkheid als adviseur van de 13 staten. Hij stelde mede hun grondwetten op. Terwijl George Washington en Thomas Jefferson de Boston Tea Party veroordeelden, noemde Adams de actie "moedig". In 1774 werd hij afgevaardigde van Massachusetts in het Continental Congress, dat op 4 juli 1776 de onafhankelijkheid uitriep.
In 1778 voegde Adams zich bij de Amerikaanse ambassade in Parijs, die onder leiding stond van Benjamin Franklin. Mede vanwege de stroeve samenwerking ging Adams in 1780 naar Amsterdam om financiële steun te zoeken voor de opstand en naar Johan Luzac, de uitgever van de Gazette de Leyde om die op de hoogte te stellen van de debatten over de Amerikaanse grondwet. Vanaf 1782 was hij officieel gezant te Den Haag; vanaf 1785 ook in Londen.
Zijn werk "Defence of the constitutions of the government of the United States of America" is geschreven in 1787 en had een grote invloed op het tot stand komen van de Amerikaanse Grondwet in datzelfde jaar. Volgens velen begon met zijn presidentschap de democratie in de VS. Maar tijdens zijn presidentschap negeerde Frankrijk de wens van de VS om neutraal te blijven in de oorlog tegen Groot-Brittannië. Omdat Adams hier nauwelijks op reageerde, verloor hij al zijn krediet. Tijdens de presidentsverkiezingen van 1800 werd er nauwelijks op hem gestemd. Later zou hij over het presidentschap zeggen: "Niemand die ooit het ambt van president uitoefent zal ooit een vriend dit ambt toewensen."

### Nederlandse periode

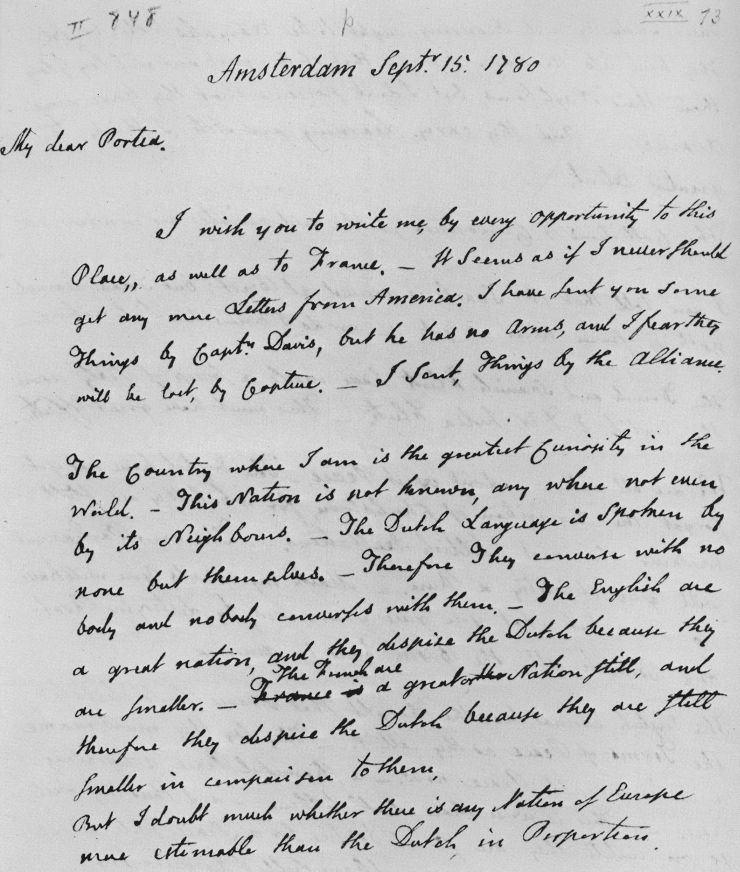
Handschrift John Adams tijdens zijn Nederlandse periode (brief aan Abigail Adams), Boston, Massachusetts Historical Society

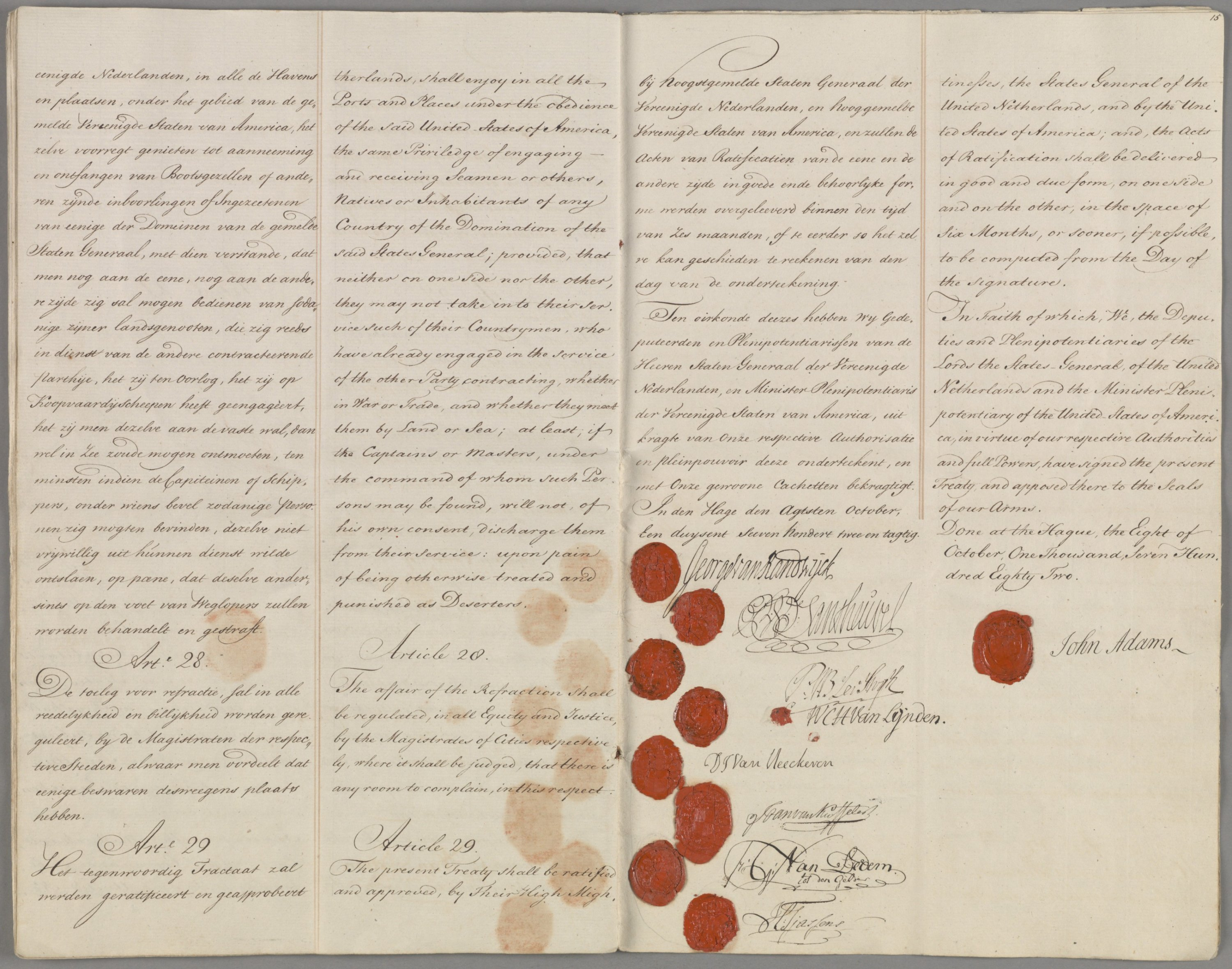
Ondertekening van het vriendschapsverdrag met de Verenigde Staten met de handtekening van John Adams

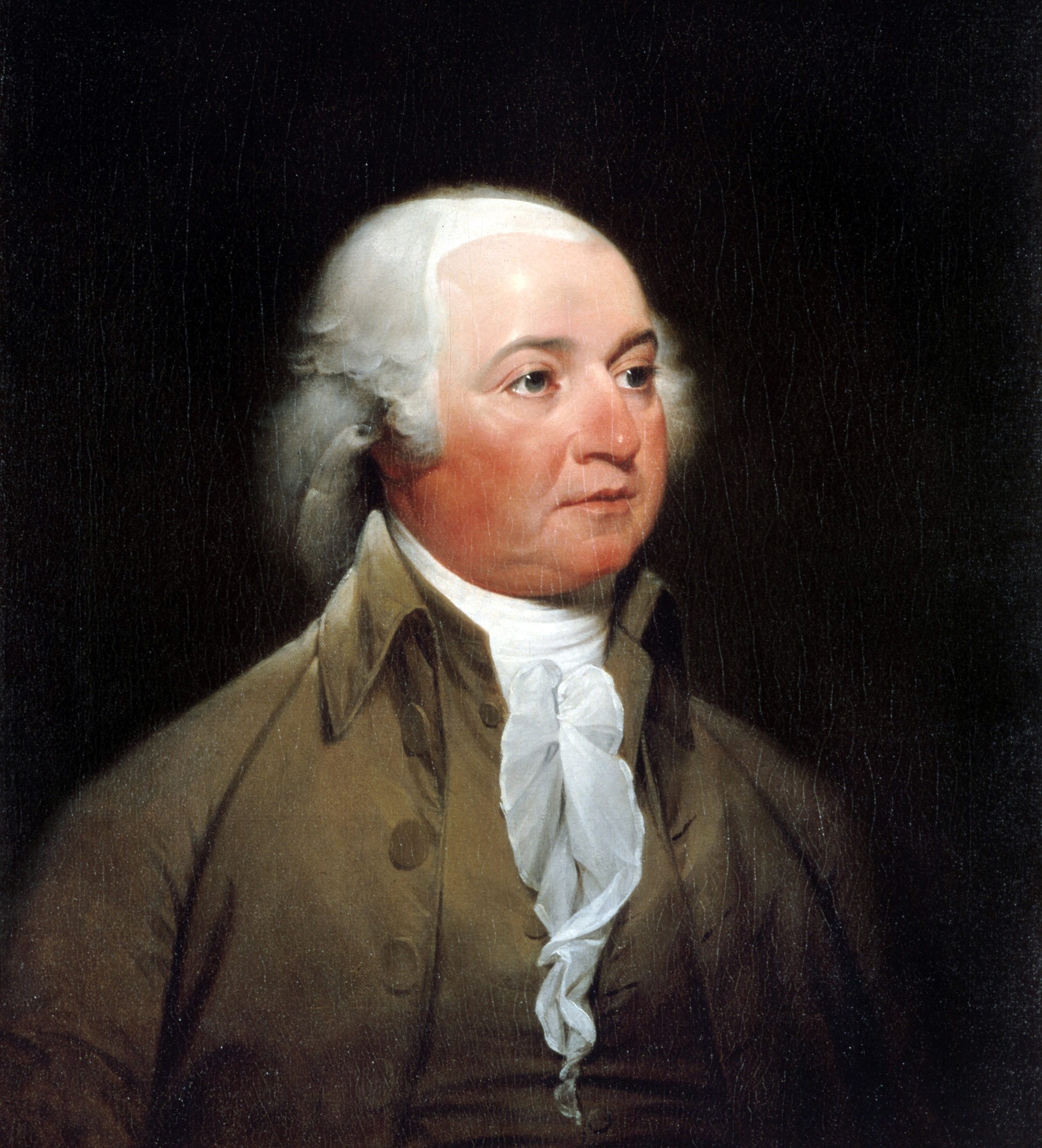
Staatsieportret

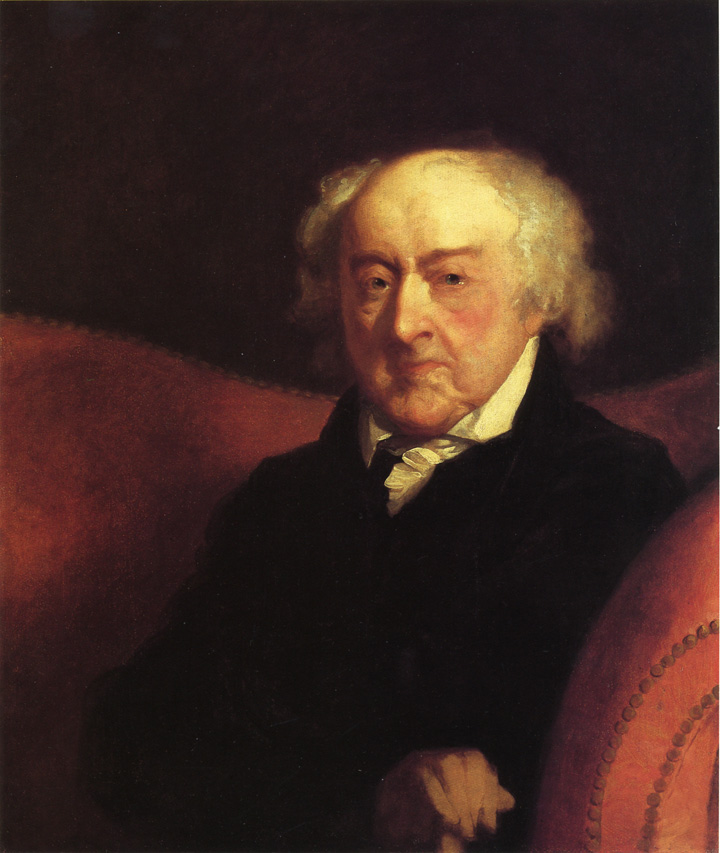
Adams op 88-jarige leeftijd

Adams ging in de zomer van 1780 naar Amsterdam om in de Republiek der Verenigde Nederlanden politieke en financiële steun te vinden voor de Amerikaanse opstand tegen de Engelsen. Zijn zonen John Quincy (13), Charles (10) en Robert (8) vergezelden hem. Hij woonde enige tijd op de Keizersgracht 529.
Aanvankelijk kreeg Adams weinig voet aan de grond in Holland, en in elk geval durfden de bankiers geen lening aan zonder sanctie van de Staten-Generaal. Wel stonden zij sympathiek tegenover het streven, terwijl de stadhouder Engelsgezind was. Adams begreep weinig van de Nederlandse verhoudingen. Hij zag de Hollanders niet langer als een 'voorbeeld voor de wereld', maar ontwaarde overal 'kleinheid' die voortkwam uit 'de preoccupatie met stuivers en centen die het hele volk doordesemt'. Aan zijn minister John Jay schreef hij: "De beraadslagingen van dit volk zijn de meest ondoorgrondelijke die ik ooit heb meegemaakt".
Toen het tij leek te keren ten gunste van de opstandelingen, was de Republiek bereid om na Frankrijk als tweede staat diplomatieke banden aan te gaan met de Verenigde Staten. Zo werd Adams op 19 april 1782 geaccrediteerd als gezant van de VS. In juni lukte het hem om een lening te krijgen van Amsterdamse kooplieden en bankiers met een waarde van vijf miljoen gulden, destijds een aanzienlijk bedrag. (Er is een syndicaat gevormd tussen de Staphorsten, de Willinks en De la Lande & Fijnje om een lening voor de Verenigde Staten te organiseren.) Het was de eerste buitenlandse lening aan de VS. In oktober 1782 ondertekende Adams namens de VS een vriendschaps- en handelsverdrag tussen zijn land en de Republiek.
Na het tekenen van de vrede tussen de VS en Engeland in Versailles in 1783, waarbij hij aanwezig was, werd Adams de eerste gezant in Londen (1785), met Den Haag als bijpost. In 1788 keerde hij terug naar de VS.
In 1987 werd het John Adams Institute opgericht, gevestigd te Amsterdam en gericht op culturele uitwisseling tussen Nederland en de VS.

### Presidentschap
Adams was bij de presidentsverkiezingen van 1789, 1792, 1796 en 1800 kandidaat en werd in 1796 gekozen tot president met zijn politieke rivaal Thomas Jefferson als zijn vicepresident en op 4 maart 1797 werd hij beëdigd. Zijn presidentschap werd mede gekenmerkt door een oorlog tussen Groot-Brittannië en Frankrijk waarbij Adams' sympathie bij de Engelsen lag terwijl de Democratische Republikeinen van Jefferson de Fransen de voorkeur gaf. In deze periode liepen de spanningen met Frankrijk hoog op mede doordat de Fransen de Amerikaanse scheepvaart hinderden.
Van grotere betekenis echter was de zogenaamde X-Y-Z affaire. De Franse regering onder Talleyrand weigerde door Adams gezonden diplomaten te ontvangen tenzij ze een aanzienlijke som geld overhandigden aan Frankrijk. Adams stuurde het Amerikaans Congres een brief over deze ondiplomatieke behandeling door Frankrijk en al gauw liep dit uit op een roep tot oorlog waarbij de populariteit van Adams toenam. Er volgde enige schermutselingen ter zee waarbij de jonge Amerikaanse marine de koopvaardij te hulp schoot maar onderhandelen voorkwam een regelrechte oorlog.
Kort voor de verkiezingen van 1800 betrok Adams als eerste het Witte Huis in de nieuwe hoofdstad Washington D.C.. De verkiezingen van dat jaar verloor Adams echter nipt van Jefferson en Aaron Burr en Adams trok zich terug op zijn boerderij in Braintree waar hij een lange briefwisseling met zijn oude rivaal, en vriend, Thomas Jefferson voerde.

### Overlijden
Op 4 juli 1826, precies 50 jaar na de Amerikaanse Onafhankelijkheidsverklaring, overleed Adams op 90-jarige leeftijd. Zijn laatste woorden waren: "Thomas Jefferson survives.." (Thomas Jefferson leeft nog..), niet wetende dat een paar uur voortijds Jefferson eveneens was overleden. Adams ligt begraven in de grafkelder van de United First Parish Church in Quincy, naast zijn vrouw Abigail, zijn zoon John Quincy Adams en diens vrouw Louisa.

## Kabinetsleden onder John Adams
| Kabinetsleden      | Ministerie         | Periode     | Bijzonderheden                                |
| ------------------ | ------------------ | ----------- | --------------------------------------------- |
| Timothy Pickering  | Buitenlandse Zaken | 1797 - 1801 | Idem + Defensie onder George Washington       |
| Oliver Wolcott jr. | Financiën          | 1797 - 1801 | Idem onder George Washington                  |
| Charles Lee        | Justitie           | 1797 - 1801 | Idem onder George Washington                  |
| James McHenry      | Oorlog             | 1797 - 1800 | Idem onder George Washington                  |
| Benjamin Stoddert  | Marine             | 1798 - 1801 | Idem onder Thomas Jefferson                   |
| John Marshall      | Buitenlandse Zaken | 1800 - 1801 |                                               |
| Samuel Dexter      | Oorlog             | 1800 - 1801 | Minister van Financiën onder Thomas Jefferson |
|                    | Buitenlandse Zaken | 1801        |                                               |

## Trivia
- In 2001 schreef de Amerikaanse schrijver David McCullough een biografie over Adams.[4] In 2008 is er een miniserie over John Adams gemaakt gebaseerd op dit boek.